# Ferhat Challal
Pour les articles homonymes, voir Ferhat.
Ferhat Challal est un judoka algérien né le 21 mars 1962 à Béjaia, évoluant dans la catégorie des moins de 95 kg.  

## Carrière
Ferhat Challal est licencié à l'USM Alger.
Il est médaillé de bronze dans la catégorie des plus de 95 kg aux Championnats d'Afrique de judo 1985 à Tunis. Il est champion d'Afrique par équipes et médaillé de bronze dans la catégorie open aux Championnats d'Afrique 1986 à Casablanca. Champion arabe en 1988 au Caire, il est médaillé d'argent aux Championnats d'Afrique à Abidjan dans la catégorie open. Il est médaillé d'argent dans la catégorie des moins de 95 kg aux Championnats d'Afrique de judo 1990 à Alger ; il est également dans ces Championnats médaillé d'or par équipes. 
Aux Jeux africains de 1991 au Caire, il est médaillé d'argent toutes catégories et médaillé de bronze dans la catégorie des plus de 95 kg.
Aux Championnats d'Afrique de judo 1992 à Port-Louis, il est médaillé d'or dans la catégorie des moins de 95 kg et médaillé d'argent open (toutes catégories).